# Jean-Louis Lemoyne
Jean-Louis Lemoyne (Parijs, 1665 - Parijs, 1755) was een Frans beeldhouwer.

## Leven en werk
Lemoyne was leerling van beeldhouwer Antoine Coysevox. Hij werkte in opdracht van Lodewijk XIV van Frankrijk aan het begin van de 18e eeuw mee aan de aankleding van het kasteel van Versailles. Op de balustrade van de koninklijke kapel in Versailles werden achtentwintig beelden geplaatst, van de twaalf apostelen, kerkvaders en de vier evangelisten. Lemoyne maakte in 1707 de beelden van Simon de Zeloot en Judas Taddeüs. 
Hij maakte in de loop der jaren meerdere bustes, waaronder die van Jules Hardouin-Mansart, een van de architecten van Versailles. In 1704 exposeerde hij deze bij de Parijse salon.
Werken van Lemoyne zijn onder meer te vinden in het Metropolitan Museum of Art, de National Gallery of Art, de National Gallery of Scotland en het Louvre. Hij is de vader van beeldhouwer Jean-Baptiste Lemoyne.